# Departement van de Delf

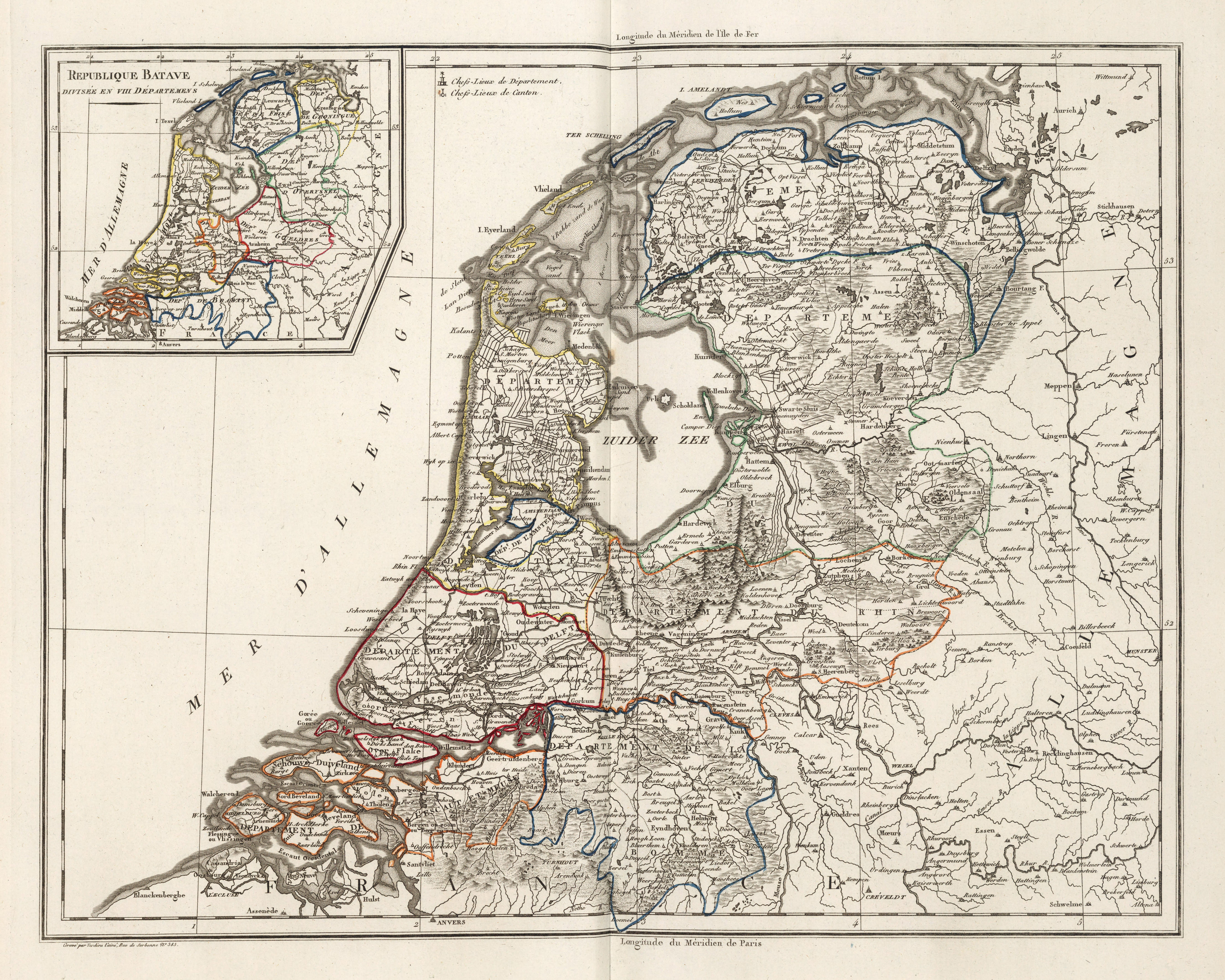
Bataafse Republiek en het Departement van de Delf, 1804

Het departement van de Delf bestond van 1798 tot 1801. De hoofdstad was Delft.
Het maakte deel uit van de Bataafse Republiek en omvatte ongeveer het midden van het voormalige gewest Holland en een klein deel van het voormalige gewest Utrecht, in het noorden begrensd door de Oude Rijn en in het zuiden door de Lek en de Nieuwe Maas.
Bij het aantreden van het Staatsbewind in 1801 werd het departement weer opgeheven en werden de oude grenzen hersteld; het departement van de Delf werd grotendeels gevoegd bij het departement Holland, het uiterste oosten kwam terug bij het departement Utrecht.